# Пипа, Александр Викторович
Алекса́ндр Ви́кторович Пи́па (укр. Олександр Вікторович Піпа; 24 марта 1966, Киев, УССР, СССР) — украинский рок-музыкант, вокалист и бас-гитарист группы «Аттрактор», в прошлом один из основателей групп «Вопли Видоплясова» и «Борщ».

## Музыкальная карьера
С Юрием Здоренко Пипа познакомился, ещё учась в школе. По словам самого Пипы, первые два альбома были записаны им со Здоренко на квартире у последнего в 1982 году на пионерских барабанах и других доступных инструментах. Изначально на творчество Пипы влияла «тяжёлая музыка» вроде AC/DC и Motorhead. В 1984 году Пипа и Здоренко основали хэви-метал группу SOS.
В 1986 году произошло знакомство музыкантов с Олегом Скрипкой, так появилась новая группа, название которой предложил Пипа, в то время зачитывавшийся произведениями Ф. М. Достоевского, один из героев которого, лакей Григорий Видоплясов из «Села Степанчикова», писал опусы, называя их «воплями». ВВ исполняли музыку в стиле панк-рок, фолк-рок и других. Пипа в группе был до 2007 года основным басистом и бэк-вокалистом.
О причинах выхода из группы Пипа говорит следующее: «Захотелось похулиганить. ВВ — это группа со сложившимся стилем, со своими рамками, которые мы же когда-то и установили, а идей много, поэтому они выливаются в другие проекты». Группа «Борщ» была создана Пипой и Здоренко в 2003 году и существовала параллельно с ВВ. После выхода Пипы из группы «Борщ» просуществовал ещё год, после чего распался. Впоследствии Здоренко собрал новый коллектив «ХASH» («Хаш» или «Hash»).
В настоящее время Пипа работает с проектом «@Traktor» («Аттрактор»). Единственный сольный альбом Пипы «Олександр Піпа» вышел в 2001 году.
Имеет негласный титул лидера украинских панков.

## За сценой
Во время ночного штурма Майдана бойцами «Беркута» с 18 на 19 февраля 2014 года Александр Пипа получил перелом ноги.

### Хобби
Любит играть на гитаре и не любит клавишные. Читает только техническую литературу. Владеет русским, украинским, французским, английским, польским языками.